# Supercopa da Itália de 2015
A Supercopa da Itália de 2015 ou Supercoppa Italiana 2015 foi a 28ª edição da competição. Foi disputada em partida única com o campeão do Campeonato Italiano (Juventus) e o vice-campeão da Coppa Italia (Lazio).
A final ocorreu no dia 8 de agosto de 2015, no Estádio de Shanghai, na China. A Juventus conquistou seu sétimo título ao bater a Lazio por 2 a 0.

## Final
Partida única
| 8 de agosto de 2015 | Juventus                   | 2 – 0     | Lazio | Estádio de Shanghai, Shangai |
|                     | Mandžukić 69' · Dybala 73' | Relatório |       | Árbitro: Luca Banti          |

| Juventus | Lazio |

|                      |    |                      |  |     |
|                      |    |                      |  |     |
| GK                   | 1  | Gianluigi Buffon (c) |  |     |
| RB                   | 15 | Andrea Barzagli      |  |     |
| CB                   | 19 | Leonardo Bonucci     |  |     |
| CB                   | 4  | Martín Cáceres       |  |     |
| RWB                  | 26 | Stephan Lichtsteiner |  |     |
| LWB                  | 33 | Patrice Evra         |  |     |
| RM                   | 27 | Stefano Sturaro      |  | 90' |
| CM                   | 8  | Claudio Marchisio    |  |     |
| LM                   | 10 | Paul Pogba           |  |     |
| CF                   | 11 | Kingsley Coman       |  | 61' |
| CF                   | 17 | Mario Mandžukić      |  | 80' |
| Substitutos:         |    |                      |  |     |
| GK                   | 25 | Neto                 |  |     |
| GK                   | 34 | Rubinho              |  |     |
| DF                   | 2  | Mauricio Isla        |  |     |
| DF                   | 24 | Daniele Rugani       |  |     |
| DF                   | 42 | Giulio Parodi        |  |     |
| MF                   | 20 | Simone Padoin        |  |     |
| MF                   | 37 | Roberto Pereyra      |  | 90' |
| MF                   | 40 | Mattia Vitale        |  |     |
| MF                   | 43 | Andrés Tello         |  |     |
| FW                   | 7  | Simone Zaza          |  |     |
| FW                   | 14 | Fernando Llorente    |  | 80' |
| FW                   | 17 | Paulo Dybala         |  | 61' |
| Treinador:           |    |                      |  |     |
| Massimiliano Allegri |    |                      |  |     |

|               |    |                         |  |     |
|               |    |                         |  |     |
| GK            | 22 | Federico Marchetti      |  |     |
| RB            | 26 | Ștefan Radu             |  |     |
| CB            | 6  | Santiago Gentiletti     |  |     |
| CB            | 3  | Stefan de Vrij          |  |     |
| LB            | 8  | Dušan Basta             |  |     |
| RM            | 32 | Danilo Cataldi          |  | 75' |
| CM            | 20 | Lucas Biglia (c)        |  |     |
| LM            | 23 | Ogenyi Onazi            |  |     |
| AM            | 10 | Felipe Anderson         |  | 87' |
| AM            | 87 | Antonio Candreva        |  |     |
| CF            | 9  | Miroslav Klose          |  | 61' |
| Substitutos:  |    |                         |  |     |
| GK            | 55 | Guido Guerrieri         |  |     |
| GK            | 99 | Etrit Berisha           |  |     |
| DF            | 2  | Wesley Hoedt            |  |     |
| DF            | 4  | Patric                  |  |     |
| DF            | 29 | Abdoulay Konko          |  |     |
| DF            | 33 | Maurício                |  |     |
| MF            | 7  | Ravel Morrison          |  | 87' |
| MF            | 21 | Sergej Milinković-Savić |  |     |
| MF            | 70 | Chris Ikonomidis        |  |     |
| FW            | 9  | Filip Đorđević          |  | 61' |
| FW            | 14 | Keita Baldé Diao        |  |     |
| FW            | 88 | Ricardo Kishna          |  | 75' |
| Treinador:    |    |                         |  |     |
| Stefano Pioli |    |                         |  |     |

## Campeão
| Campeão da Supercopa da Itália de 2015 |
| -------------------------------------- |
| Juventus 7° titulo                     |